# Theodore Ziolkowski
Pour les articles homonymes, voir Ziolkowski.
Theodore Ziolkowski, né le 30 septembre 1932 à Birmingham, Alabama et mort le 5 décembre 2020 à Bethlehem (Pennsylvanie), est un germaniste et professeur de littérature comparée américain de l'université de Princeton dans le New Jersey.

## Biographie
Il est titulaire d'un Bachelor of arts de l'université Duke en 1951, d'un AM de Duke en 1952 et, après des études à l'université d'Innsbruck, d'un doctorat de l'université Yale en 1957. 
Après avoir enseigné à Yale et à Columbia, il est nommé professeur d’allemand à l’université de Princeton en 1964. En 1969, il est nommé professeur de littérature allemande et de littérature comparée de classe 1900 et, de 1979 à 1992, doyen de la Graduate School. Depuis 2001, il est professeur émérite. Ancien président de la Modern Language Association (1985) et professeur invité dans plusieurs universités (Yale, CUNY, Rutgers, Bristol, Munich, Lueneburg ), il a reçu de nombreux prix pour ses livres et ses honneurs aux États-Unis et à l'étranger, y compris la médaille Goethe du Goethe-Institut, le Jacob-und-Wilhelm Grimm Preis (DAAD), le Forschungspreis de la Fondation Alexander von Humboldt, le Bundesverdienstkreuz (1. Klasse) de la République fédérale d’Allemagne  et le D.Phil.hc de l’université de Greifswald. Membre de l'American Philosophical Society et de l'Académie américaine des arts et des sciences, il est également membre correspondant de l'Akademie der Wissenschaften autrichienne, de l'Académie des sciences de Göttingen et de la Deutsche Akademie für Sprache und Dichtung. 

## Travaux
- 1964. Hermann Broch
- 1965. The Novels of Hermann Hesse: Themes and Structures
- 1966. Hermann Hesse
- 1969. Dimensions of the Modern Novel: German Texts and European Contexts
- 1972. Fictional Transfigurations of Jesus (James Russell Lowell Prize of MLA)
- 1973, ed. Hesse: A Collection of Critical Essays.
- 1976, ed.Hermann Hesse: My Belief. Essays on Life and Art
- 1977. Disenchanted Images: A Literary Iconology
- 1979. Der Schriftsteller Hermann Hesse
- 1980. The Classical German Elegy, 1795–1950
- 1983. Varieties of Literary Thematics
- 1990. German Romanticism and Its Institutions
- 1991, ed. Soul of the Age: Letters of Hermann Hesse.
- 1993. Virgil and the Moderns.
- 1997. The Mirror of Justice: Literary Reflections of Legal Crises (Christian Gauss Award of Phi Beta Kappa).
- 1998. The View from the Tower. Origins of an Antimodernist Image.  (ISBN 0-691-05907-1)
- 1998. Das Wunderjahr in Jena: Geist und Gesellschaft, 1794/95
- 2000. The Sin of Knowledge: Ancient Themes and Modern Variations.
- 2002. Berlin: Aufstieg einer Kulturmetropole um 1810
- 2004. Clio the Romantic Muse: Historicizing the Faculties in Germany (Barricelli Prize of International Conference on Romanticism)
- 2004. Hesitant Heroes: Private Inhibition, Cultural Crisis.
- 2005. Ovid and the Moderns (Robert Motherwell Award of Dedalus Foundation)
- 2006. Vorboten der Moderne: Eine Kulturgeschichte der Fruehromantik
- 2006, ed. Friedrich Dürrenmatt: Selected Works: Vol. 2 Fiction
- 2007  Modes of Faith: Secular Surrogates for Lost Religious Belief
- 2008  Minos and the Moderns: Cretan Myth in Twentieth-Century Literature and Art
- 2008  Mythologisierte Gegenwart: Deutsches Erleben seit 1933 in antikem Gewand
- 2009  Heidelberger Romantik: Mythos und Symbol
- 2009  Scandal on Stage: European Theater as Moral Trial
- 2010  Die Welt im Gedicht. Rilkes Sonette an Orpheus II.4
- 2010  Dresdner Romantik: Politik und Harmonie
- 2011, ed. Peter Hacks: Senecas Tod
- 2011  Gilgamesh among Us: Modern Encounters with the Ancient Epic
- 2013  Lure of the Arcane: The Literature of Cult and Conspiracy
- 2015  Classicism of the Twenties: Art, Music, and Literature
- 2015  The Alchemist in Literature: From Dante to the Present
- 2016  Uses and Abuses of Moses: Literary Representations since the Enlightenment
- 2017   Music into Fiction: Composers Writing, Compositions Imitated
- 2018   Stages of European Romanticism: Cultural Synchronicity in the Arts, 1798-1848